# 5 Dywizja Pancerna (III Rzesza)
5 Dywizja Pancerna, 5. Panzer-Division (5 DPanc) – związek taktyczny Wojsk Pancernych Wehrmachtu, uczestniczył w agresji na Polskę, Francję, Jugosławię, Grecję i ataku na Związek Radziecki.

## Historia
Dywizja została sformowana na podstawie rozkazu z dnia 15 listopada 1938 roku w Opolu.
W 1939 roku wzięła udział w agresji na Polskę w składzie VIII Korpusu 14 Armii Grupy Armii Południe. Po zakończeniu działań w Polsce w grudniu 1939 roku przeniesiona na front zachodni.
Wzięła udział w 1940 roku w agresji na Francję, walcząc na terenie Flandrii i północnej Francji w składzie Grupy Pancernej von Kleista Grupy Armii B. Po zakończeniu działań we Francji wycofana do okupowanej Polski w grudniu 1940 roku, gdzie została zreorganizowana.
W styczniu 1941 roku skierowana do Rumunii, wzięła udział w ataku na Jugosławię i Grecję atakując te kraje z terytorium Bułgarii. Po zakończeniu działań w Grecji w lipcu 1941 roku skierowana do obwodu Grupy Armii Środek.
W grudniu 1941 roku po włączeniu w skład 4 Grupy Pancernej wzięła udział w bitwie o Moskwę. Następnie uczestniczyła w walkach na środkowym odcinku frontu wschodniego.
W lipcu 1943 roku wzięła udział w operacji Cytadela, walcząc w rejonie Orła w składzie 2 Armii Pancernej. W trakcie tych walk poniosła znaczne straty. Następnie walczy nad Dnieprem.
W lipcu 1944 roku została przerzucona na Litwę a później na Łotwę. Pod koniec 1944 roku przerzucona do Prus Wschodnich, gdzie następnie walczyła od stycznia 1945 roku, cofając się w kierunku Morza Bałtyckiego. W wyniku tych walk dywizja została rozbita pod koniec marca 1945 roku w rejonie Gdańska. Resztki oddziałów zostają przerzucone na Hel, gdzie ostatecznie kapitulują w maju 1945 roku.

## Dowództwo dywizji
Dowódcy dywizji
- gen. płk Heinrich von Viettinghoff-Scheel (1938 – 1939)
- gen. por. Max von Hartlieb-Walsporn (1939 – 1940)
- gen. wojsk panc. Joachim Lemelsen (1940)
- gen. wojsk panc. Gustaw Fehn (1940 – 1942)
- gen. por. Edward Metz (1942 – 1943)
- gen. mjr Johannes Nedtwig (1943)
- gen. por. Ernst Felix Fäckenstedt (1943)
- gen. wojsk panc. Karl Decker (1943 – 1944)
- gen. mjr Rolf Lippert (1944 – 1945)
- gen. mjr Günther Hoffmann-Schönborn (1945)
- płk Hans Herzog (1945)

## Struktura organizacyjna
Skład w latach 1938-1939:
- Dowództwo 5 Dywizji Pancernej w Opolu
- 5 Brygada Strzelców (Schützen-Brigade 5)
  - 13 pułk strzelców (Schützen-Regiment 13) w Szumperku (Mährisch Schönberg)
  - 14 pułk strzelców (Schützen-Regiment 14) w Opolu
- 8 Brygada Pancerna (Panzer-Brigade 8) w Żaganiu
  - 15 pułk pancerny (Panzer-Regiment 15) w Żaganiu
  - 31 pułk pancerny (Panzer-Regiment 31) w Karniowie (Jägerndorf)
- 8 batalion rozpoznawczy (Aufklärungs-Abteilung 8) w Poczdamie
- 116 pułk artylerii (Artillerie-Regiment 116) w Opolu
- 53 dywizjon przeciwpancerny (Panzer-Abteilung 53) w Raciborzu
- 77 batalion łączności (Nachrichten-Abteilung 77 ) w Opolu
- 89 batalion pionierów (Pionier-Bataillon 89) w Brzegu

Skład w 1940:
- 8 Brygada Pancerna (Panzer-Brigade 8)
  - 15 pułk pancerny (Panzer-Regiment 15)
  - 31 pułk pancerny (Panzer-Regiment 31)
- 5 Brygada Strzeleców (Schützen-Brigade 5)
  - 13 pułk strzelców (Schützen-Regiment 13)
  - 14 pułk strzelców (Schützen-Regiment 14)
  - 704 ciężka kompania broni wsparcia (Schwere-Infanteriegeschütz-Kompanie 704)
- 116 pułk artylerii (Artillerie-Regiment 116)
- 8 batalion rozpoznawczy (Aufklärungs-Abteilung 8)
- 53 dywizjon przeciwpancerny (Panzerjäger-Abteilung 53)
- 89 batalion pionierów (Pionier-Bataillon 89)
- 77 batalion łączności (Nachrichten-Abteilung 77 )

Skład w 1943:
- 31 pułk pancerny (Panzer-Regiment 31)
- 13 pułk grenadierów pancernych (Panzergrenadier-Regiment 13)
- 14 pułk grenadierów pancernych (Panzergrenadier-Regiment 14)
- 116 pułk artylerii pancernej (Panzer-Artillerie-Regiment 116)
- 5 pancerny batalion rozpoznawczy (Panzer-Aufklärungs-Abteilung 5)
- 228 dywizjon artylerii przeciwlotniczej (Heeres-Flak-Artillerie-Abteilung 288)
- 53 dywizjon przeciwpancerny (Panzerjäger-Abteilung 53)
- 89 pancerny batalion pionierów (Panzer-Pionier-Bataillon 89)
- 77 pancerny batalion łączności (Panzer-Nachrichten-Abteilung 77)